# Vugelles-La Mothe
Vugelles-La Mothe je obec na západě Švýcarska v kantonu Vaud. Žije zde 131 obyvatel.

## Geografie

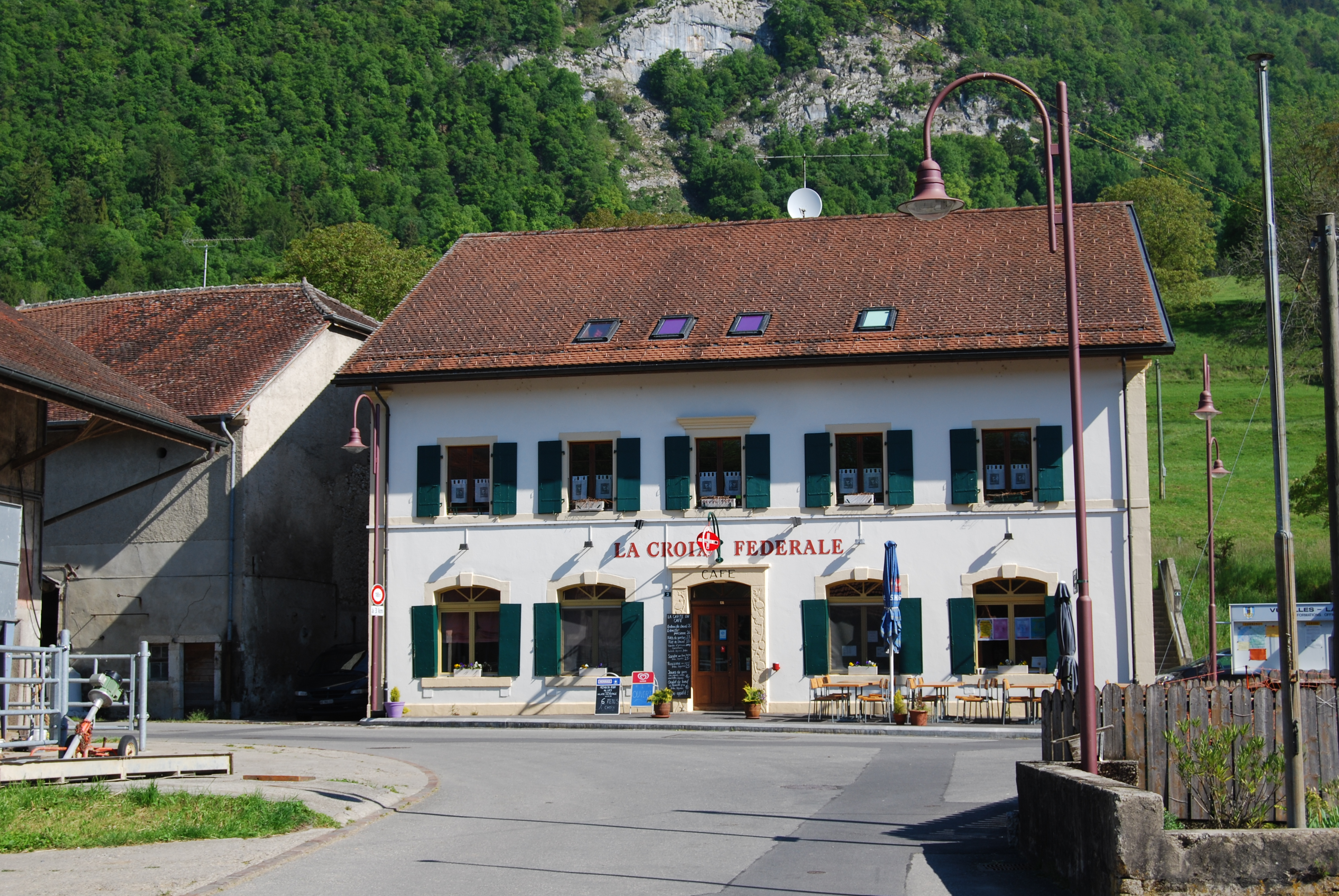
Centrum obce

Vugelles-La Mothe leží v nadmořské výšce 520 m, vzdušnou čarou 7 km severozápadně od okresního města Yverdon-les-Bains. Obě vesnice Vugelles (520 m n. m.) a La Mothe (548 m n. m.) se nacházejí v údolí řeky Arnon na jižním úpatí Jury , na úpatí masivu Chasseron.
Území obce o rozloze 3,1 km² zahrnuje malou část na jižním svahu Jury. Jižní část obce protíná od západu k východu údolí Arnon, které zde probíhá souběžně s Jurou. Jižně od tohoto údolí se území obce rozkládá na náhorní plošině před Jurou (až 580 m n. m.). Na severu se území rozkládá na strmém svahu Jury až k lesní mýtině La Crochère, kde se nachází nejvyšší bod Vugelles-La Mothe (1050 m n. m.). Jižní svah Jury (Côte de Vugelles) je v oblasti Vugelles-La Mothe zalesněný a částečně protkaný skalními stěnami. Tři prameny Fontannets de La Mothe pramení na dolním svahu Jury. V roce 1997 pokrývaly 60 % území obce lesy a lesní porosty, 35 % zemědělství, 4 % zastavěná plocha a něco málo přes 1 % neproduktivní půda.
Obec se skládá ze dvou hlavních vesnic Vugelles a La Mothe a několika samostatných farem. Sousedními obcemi Vugelles-La Mothe jsou Novalles, Giez, Orges, Vuiteboeuf a Bullet.

## Historie
Vugelles se poprvé objevuje v listinách v roce 1228 pod jménem Vouzela. Později se objevila jména Wouzala (1260), Vougala (1370), Vougella (1403) a Vougellaz (1453). Název místa je odvozen od regionální nářeční formy vouerdze (zelená olše). La Mothe je také poprvé zmiňováno v roce 1228 jako La Mottaz, což znamená „opevněný kopec“.
Ve středověku patřily Vugelles a La Mothe zpočátku k panství Champvent. Na počátku 14. století byly vesnice od tohoto panství odděleny a vzniklo nové panství La Mothe. Po dobytí Vaudu Bernem v roce 1536 přešly Vugelles-La Mothe pod správu panství Yverdon. Po pádu Staré konfederace patřila obec v letech 1798–1803 v období Helvétské republiky ke kantonu Léman, který byl poté, když vstoupila v platnost Ústava o zprostředkování, sloučen s kantonem Vaud. V roce 1798 byla přiřazena k okresu Yverdon. Do roku 1849 tvořilo Vugelles-La Mothe velkou obec, k níž patřily také vesnice Orges a Longeville.

## Obyvatelstvo
Z celkového počtu obyvatel je 81,8 % francouzsky mluvících, 14,1 % německy mluvících a 2,0 % anglicky mluvících (stav v roce 2000). Ke švýcarské reformované církvi se ve stejném roce hlásilo 70,7 % obyvatel, k církvi římskokatolické 10,1 % obyvatel. V roce 1900 žilo ve Vugelles-La Mothe ještě 349 obyvatel. Poté, co v první polovině 20. století počet obyvatel v důsledku silné emigrace klesl o 70 % na 108 osob (1960), zůstává od té doby počet obyvatel poměrně stabilní.

## Hospodářství
Až do konce 19. století byla obec Vugelles-La Mothe charakteristická především zemědělstvím. V roce 1526 byla na řece Arnon založena první papírna v regionu Vaud. Na konci 19. století zažila obec hospodářský rozmach, když zde vznikla slévárna zvonů, továrna na výrobu hracích skříněk a brusírna drahých kamenů. Poté, co musela být výroba v těchto podnicích v důsledku hospodářské krize ve 30. letech 20. století ukončena, došlo k masivnímu odlivu obyvatelstva.
Dnes má ve struktuře pracovních sil obyvatelstva opět velký význam zemědělství a chov dobytka. Některé další pracovní příležitosti jsou k dispozici v místních malých podnicích a v sektoru služeb. V posledních desetiletích se Vugelles-La Mothe vyvinulo také v rezidenční obec. Někteří pracující proto dojíždějí za prací především do oblasti Yverdonu.

## Doprava
Obec leží stranou hlavních dopravních tahů na spojovací silnici z Vuiteboeuf podél úpatí Jury do Fontaines-sur-Grandson. Vugelles-La Mothe je také snadno dostupné z Yverdonu. Vugelles a La Mothe jsou napojeny na síť veřejné dopravy prostřednictvím linky Postbusu, která jezdí z Yverdonu do Novalles.

## Fotogalerie

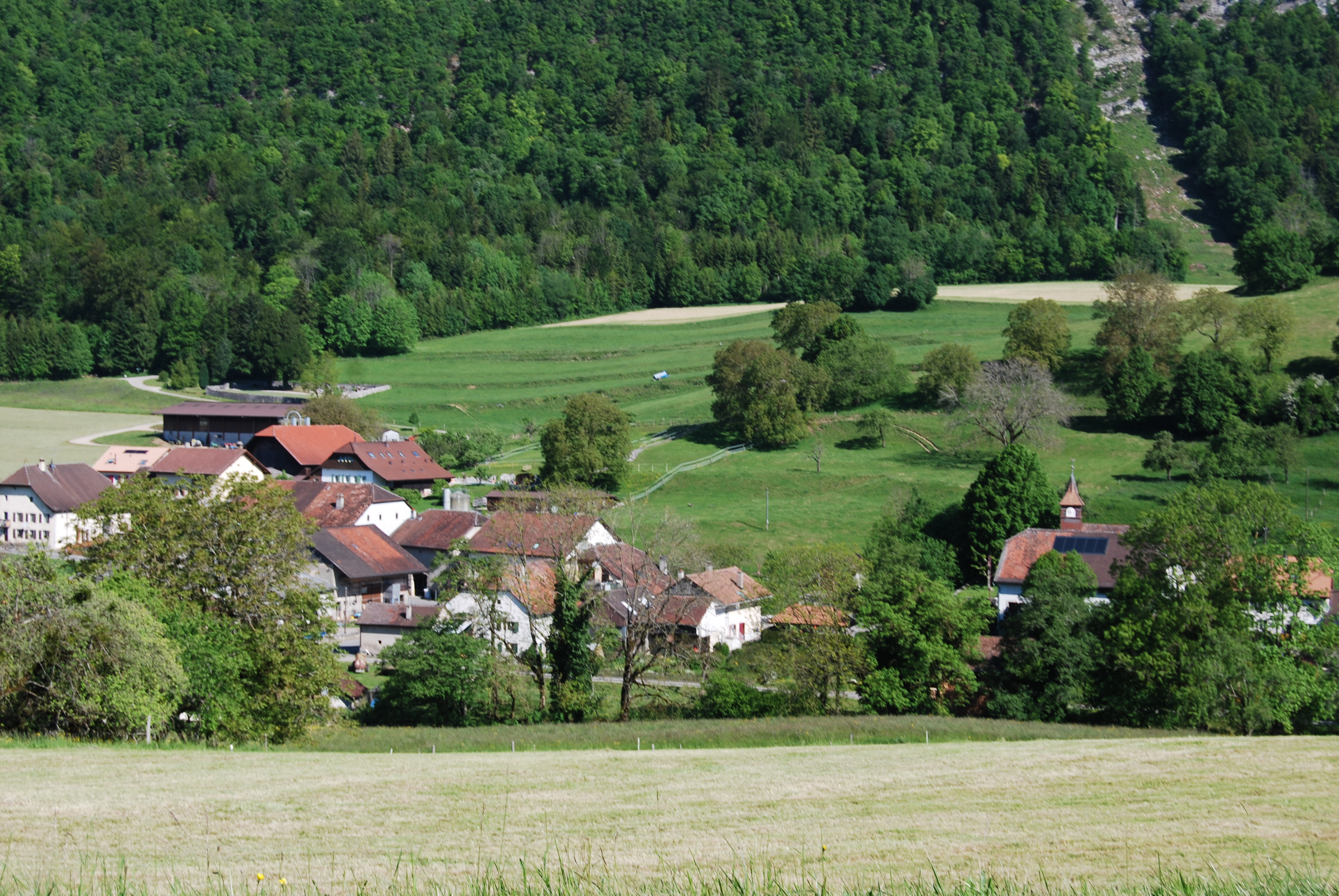
Vugelles-La Mothe
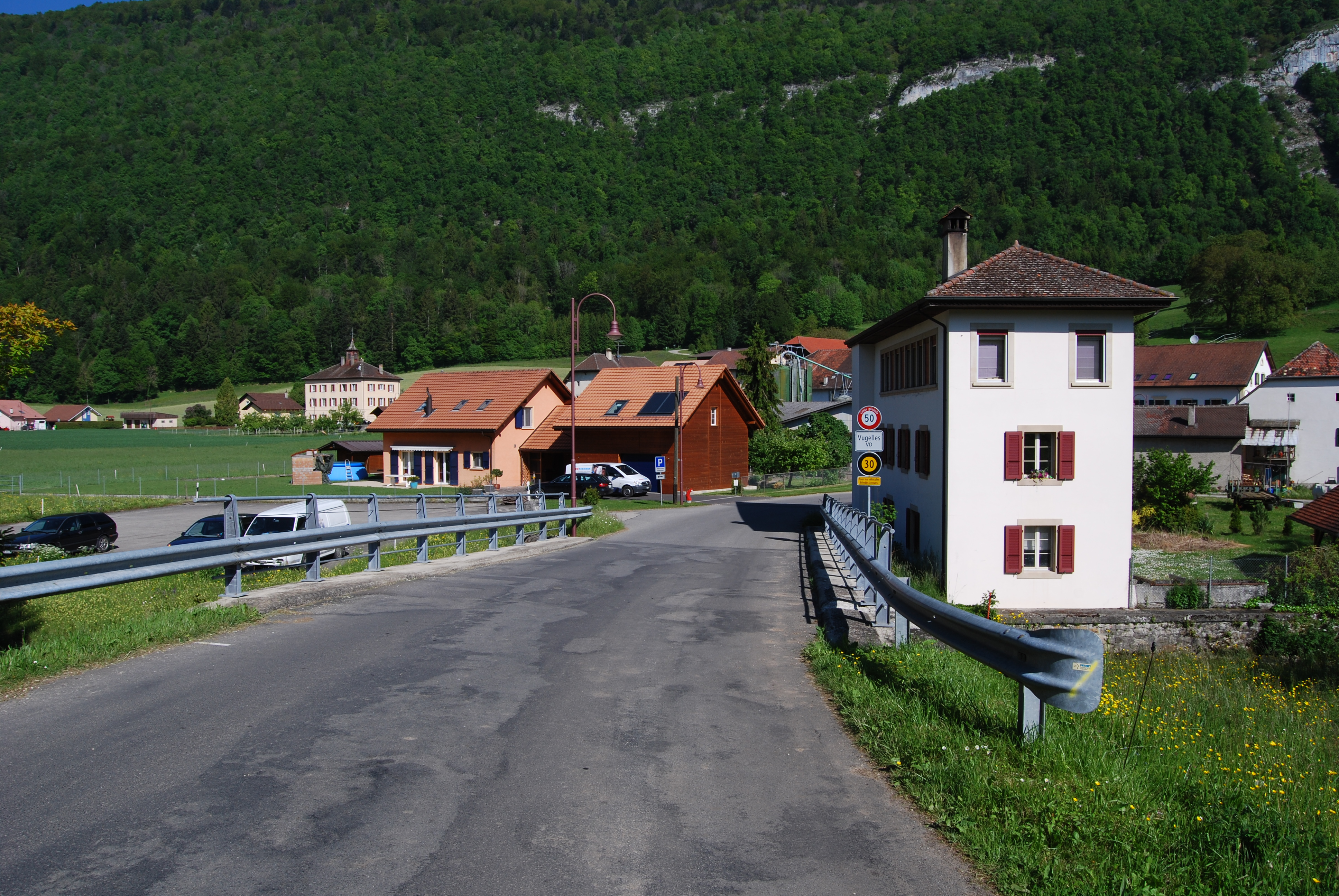
Vugelles-La Mothe
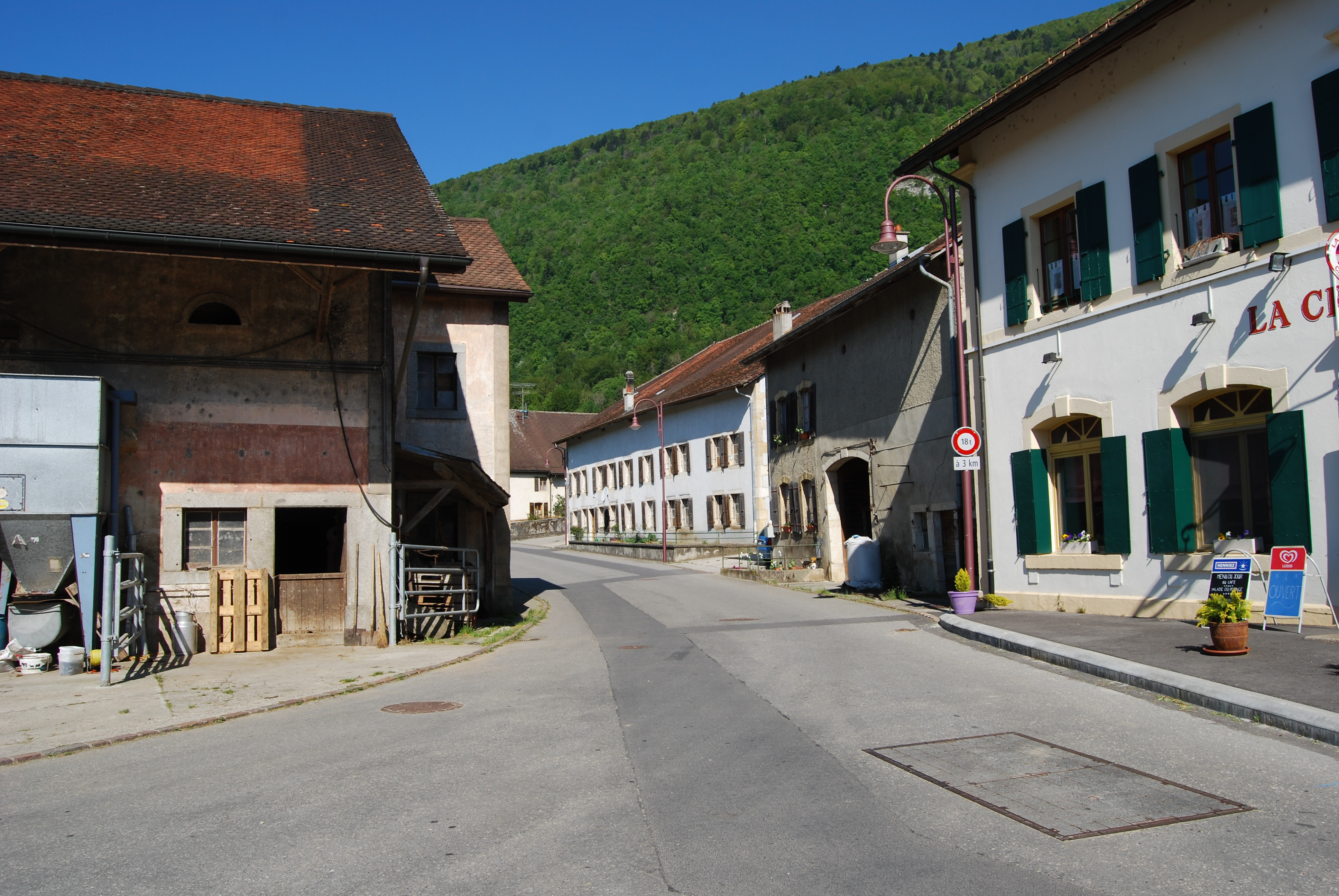
Vugelles-La Mothe